# Огилви, Дэйв
Дэйв «Рэйв» Огилви (англ. Dave «Rave» Ogilvie; род. 1960, Монреаль, Квебек, Канада) — канадский продюсер, микс-инженер, автор исполнитель и музыкант. Более известный как бывший участник электро-индастриал группы Skinny Puppy и инди-поп/рок группы Jakalope. Свою карьеру начинал как сотрудник студии Mushroom в Ванкувере. Журнал Spin назвал Дэйва «инженером» Antichrist Superstar (1996 г.) группы Marilyn Manson.
Дэйв работал со разными музыкальными исполнителями на протяжении всей своей обширной карьеры, включая Карли Рэй Джепсен, Marianas Trench, Tool, Nine Inch Nails, Marilyn Manson, 54-40, Queen, Дэвид Боуи, Skinny Puppy, Spineshank, KMFDM, Front Line Assembly, Doughboys, The Birthday Massacre, Jakalope, Queensrÿche, Men Without Hats, Left Spine Down, Ксавьер Радд, Sloan, All Systems Go!, Coal Chamber, Treble Charger, Ministry, SNFU, The Grapes of Wrath, Mötley Crüe и многие другие.